# 17 공포증

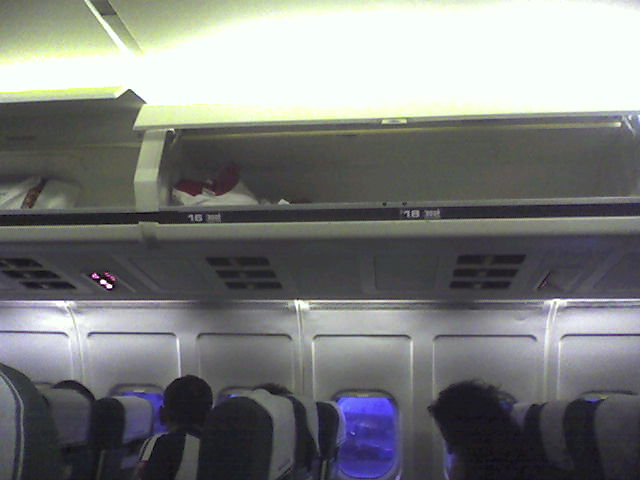
알리탈리아 항공 소속 여객기에 표시된 좌석 번호. 17번이 결번으로 남아 있다.

17 공포증(이탈리아어: Eptacaidecafobia 엡타카이데카포비아[*])은 4자 금기나, 13 공포증과 같이 특정 숫자를 기피하거나 싫어하는 현상의 일종으로, 이탈리아에서만 발견되는 현상이다. 이것은 17의 로마 숫자 표기인 XVII의 애너그램인 VIXI가 라틴어로 '나의 인생은 끝났다'
이 때문에 이탈리아의 호텔 중에는 방번호 17이 없고, 16, 16B, 18식으로 되어 있는 경우를 다수 발견할 수 있다. 이탈리아의 국영 항공사 알리탈리아 항공 소속 여객기들은 좌석에 17번째 좌석을 두지 않는다. 르노사의 쿠페 르노 17은 이탈리아로 수출될 때는 르노 177로 이름이 바뀌어 들어온다. 이 때문에 이탈리아의 많은 축구 선수들이 등번호가 17번으로 배정받는 것을 싫어하는 경향이 있다.

## 같이 보기
- 공포증 목록